# Lotto Development Team
Das Lotto Development Team ist ein belgisches Radsportteam mit Sitz in Brüssel. Das Team ist das offizielle Development Team des UCI ProTeams Lotto Dstny.

## Geschichte und Organisation
Die Mannschaft Davo ging 2007 aus dem Team Unibet-Davo hervor, welches sich einerseits in Davo und andererseits in Unibet.com Continental aufgeteilt hat. Sie besaß im Jahr eine UCI-Lizenz als Continental Team. Manager war zu dieser Zeit Victor Nys, der von seinen Sportlichen Leitern Kurt Van De Wouwer und Jan Boonen unterstützt wurde. Die Mannschaft wurde mit Fahrrädern der Marke Ridley ausgestattet. 2009 fuhr das Team unter André Janssens ohne UCI-Lizenz unter dem Namen Davo-Lotto als nationales Team. Der Name war zwischenzeitlich Omega Pharma-Lotto Davo.
Durch die Zusammenarbeit mit dem damaligen Lotto Belisol Team wurde das Team als Farmteam in die Teamstrukturen des WorldTeams integriert und beschäftigt ausschließlich U23-Fahrer. Bis 2022 trug das Team den jeweiligen Namen des Hauptteams mit dem Zusatz U23. Bis 2022 nicht lizenziert, ist das Team seit der Saison 2023 im Besitz einer Lizenz als UCI Continental Team. 2024 war die bisher erfolgreichste Saison mit insgesamt 14 Siegen, vier Fahrer wurden zur Folgesaison in das UCI ProTeam übernommen.

## Saison 2025
Mannschaft
| Teamkader 2025          | Teamkader 2025     | Teamkader 2025 | Teamkader 2025                      |
| Name                    | Geburtsdatum       | Land           | Vorheriges Team                     |
| ----------------------- | ------------------ | -------------- | ----------------------------------- |
| Arne Baers              | 27. März 2002      | Belgien        | Wanty-Re Uz-Technord (2024)         |
| Thibaut Bernard         | 15. Januar 2003    | Belgien        | Bingoal WB Devo Team (2024)         |
| Mauro Cuylits           | 23. Mai 2005       | Belgien        | Avia-Rudyco (2023)                  |
| Milan De Ceuster        | 29. Dezember 2005  | Belgien        | Acrog-Tormans/Balen BC (2023)       |
| Milan Donie             | 3. Januar 2005     | Belgien        | Crabbé Toitures-CC Chevigny (2023)  |
| Niels Driesen           | 25. August 2005    | Belgien        | Soudal Quick-Step Devo Team (2024)  |
| Kamiel Eeman            | 10. August 2005    | Belgien        |                                     |
| Matys Grisel            | 14. Juli 2005      | Frankreich     | AG2R Citroën U19 Team (2023)        |
| Mathieu Kockelmann      | 31. Januar 2004    | Luxemburg      | Lotto Kern-Haus PSD Bank (2024)     |
| Tars Poelvoorde         | 25. November 2005  | Belgien        |                                     |
| Aldo Taillieu           | 10. Februar 2006   | Belgien        | Air College - B-Concept (2024)      |
| Leon Taillieu           | 7. Mai 2004        | Belgien        | Urbano-Vulsteke Cycling Team (2024) |
| Liam Van Bylen          | 27. Februar 2005   | Belgien        |                                     |
| Lucas Van Gils          | 15. September 2006 | Belgien        | Team Kempen (2024)                  |
| Victor Vaneeckhoutte    | 28. Dezember 2005  | Belgien        | Crabbé Toitures-CC Chevigny (2023)  |
| Thomas Vuerinckx        | 14. November 2005  | Belgien        |                                     |
| Jarno Widar             | 13. November 2005  | Belgien        | Crabbé Toitures-CC Chevigny (2023)  |
| Daniil Yakovlev         | 13. Juni 2005      | Ukraine        |                                     |
|                         |                    |                |                                     |
| Quelle: ProCyclingStats |                    |                |                                     |

Erfolge
| Siege | Siege  | Siege | Siege  | Siege  | Siege |
| Datum | Rennen | Staat | Klasse | Sieger |       |
| ----- | ------ | ----- | ------ | ------ | ----- |

## Erfolge pro Jahr
| Rennserie                 | 2007 | 2008 | 2009 | 2010 | 2011 | 2012 | 2013 | 2014 | 2015 | 2016 | 2017 | 2018 | 2019 | 2020 | 2021 | 2022 | 2023 | 2024 |
| ------------------------- | ---- | ---- | ---- | ---- | ---- | ---- | ---- | ---- | ---- | ---- | ---- | ---- | ---- | ---- | ---- | ---- | ---- | ---- |
| UCI ProSeries             | -    | -    | -    | -    | -    | -    | -    | -    | -    | -    | -    | -    | -    | -    | -    | -    | -    | -    |
| UCI Continental Circuits  | 2    | 6    | 3    | 1    | 6    | 2    | 3    | 2    | 1    | 5    | 2    | 1    | -    | 5    | 4    | 6    | 9    | 13   |
| nationale Meisterschaften | -    | -    | -    | -    | -    | 1    | 1    | -    | -    | 1    | -    | -    | -    | -    | 1    | 2    | -    | 1    |

## Platzierungen in der UCI-Weltrangliste
| World Ranking | World Ranking | World Ranking               | World Ranking |
| Jahr          | Teamwertung   | Einzelwertung               |               |
| ------------- | ------------- | --------------------------- | ------------- |
| 2023          | 89.           | Gianluca Pollefliet (523. ) |               |
| 2024          | 49.           | Jarno Widar (331. )         |               |
|               |               |                             |               |
| Quelle: UCI   |               |                             |               |